# パラゴンソフトウェア

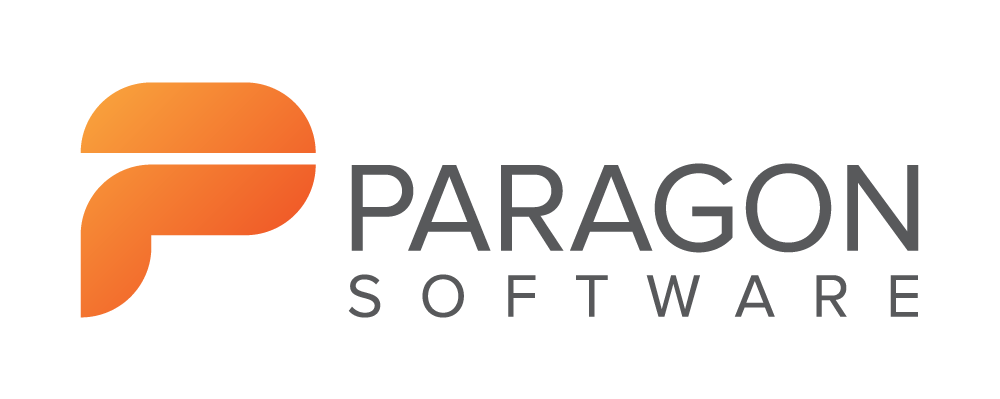

パラゴンソフトウェアグループ(Paragon Software GmbH de:Paragon Software Group)は、Windows、Linux、Symbian、Palm OSを対象にシステムユーティリティーを開発するベンダーとして1994年に設立されたドイツの企業。ヨーロッパを核として世界各国で事業を展開している。
パラゴンソフトウェア株式会社は2007年7月に設立されたParagon Software GmbHの日本法人である。
日本で「LB Image Backup7 Basic」の販売により実績、関係の深かった株式会社ライフボートをパートナーとして当初は合弁会社として設立された。
日本では代理店経由での販売の他、Amazon.co.jpでも製品販売を行っている。また上記ライフボートや製造業の企業を中心に製品をOEM供給し、別の製品名や、組み込まれる形でも多く市場に出回っている。
またドイツのParagon Software GmbHによりバックアップツール製品の一部、もしくはファイルシステムドライバー製品の一部が日本でも個人使用に限りフリーで頒布されている。なお、パラゴンソフトウェアの日本語Webサイトよりダウンロードで購入できる製品は、Paragon Software GmbHが製品化および販売・プロモーションを行っており、日本法人であるパラゴンソフトウェア株式会社が日本市場に合わせてカスタマイズした上で広く販売している製品とは、仕様や名称が異なる場合があることに注意が必要である。
パラゴンソフトウェア株式会社の主要業務は、企業をターゲットとしたバックアップ、パーティション操作、マルチキャスト製品の提供と、そのサポートサービスであり、Paragon Software GmbH製品の日本語へのローカライズも担当している。
2017年4月には資本金を1,000万円から2,000万円に増資するとともに、Paragon Software GmbHが出資比率の100%を占める企業となった。

## 主な取り扱い製品
ここでは日本法人であるパラゴンソフトウェア株式会社が販売する製品について記載し、パラゴンソフトウェアの日本語WebサイトでParagon Software GmbHがダウンロード販売する製品は対象としない。

人によっては一言で「パラゴン」と特定の製品を称するが、下記のようにパラゴンソフトウェアには多種多様な製品が存在するため、正確な対象製品を相手に伝えられないことが多い。

また、最近の製品ライセンスはOSのプロダクトIDに紐づけされるため、復旧手段がある

もののWindows 10の大型アップデートにより強制的にOSのプロダクトIDが更新されると製品の再有効化に作業が発生する場合がある。

- Windows系PC向けソフトウェア

Paragon Drive Backup Professionalシリーズ
株式会社ライフボートがOEM供給を受け、「LB イメージバックアップ Pro」としても販売しているHDDバックアップツール。かつて株式会社ネットジャパンもOEM供給を受け「NetJapan Drive Backup」としても販売していた。
最新版としてDrive Backup 15 Professionalを販売中。

Paragon Partition Manager Professionalシリーズ
パーティションのリサイズ、統合、移動などを行うツール。
日本ではHard Disk Manager for Windowsに統合せず、単体の最新版としてPartition Manager 15 Professionalを販売中。

Paragon Hard Disk Manager Professionalシリーズ
総合HDD/SSDユーティリティ。上記2つの製品の機能の他、HDDやSSDのデータを抹消する機能などを備える。
最新版としてHard Disk Manager 16 Professionalを販売中。

なお、ダウンロードで配布されている Hard Disk Manager 16 Basic もしくはHard Disk Manager 16 Advanced は独Paragon Software GmbHの製品
であり、日本法人が監修したHard Disk Manager 16 Professionalへのアップグレードパスはない。
Paragon Disk Wiperシリーズ
HDD/SSDのデータ抹消ツールで、サーバーOS上での動作もサポートしている。
日本ではHard Disk Manager for Windowsに統合せず、単体の最新版としてDisk Wiper 14を販売中。

Paragon Backup & Recovery Professionalシリーズ
Drive Backupシリーズの後継と位置付けられる製品で、バックアップ機能に特化したユーティリティ。
日本ではHard Disk Manager for Windowsに統合せず、単体の最新版としてBackup & Recovery 16 Professionalを販売中。

- mac系PC向けソフトウェア

NTFS for Mac® シリーズ
macでNTFSをマウント、読み書き出来るようにするためのユーティリティ。最新版としてMicrosoft NTFS for Mac by Paragon Softwareを日本法人で監修した、NTFS for Mac 15を販売中。

CampTune シリーズ
MacとWindowsが共存する環境で、両OS間のパーティション比率の変更を可能にするユーティリティ。最新版としてCampTuneを販売中。

Hard Disk Manager for Mac シリーズ
統合HDD/SSDユーティリティ。バックアップ、パーティション変更、コピー、抹消等を可能にするオールインワンツール。最新版としてHard Disk Manager for Macを販売中。

- サーバー向けソフトウェア

Paragon Partition Manager Serverシリーズ
PC向け製品のServer系OSへの対応版。最新版としてPartition Manager 15 Serverを販売中。株式会社ライフボートはOEM供給を受け「Paragon パーティションワークス15 Server」の名称で商品化している。

Paragon Drive Backup Serverシリーズ
PC向け製品のServer系OSへの対応版。最新版としてDrive Backup 15 Serverを販売中。株式会社ライフボートはOEM供給を受け「Paragon イメージバックアップ11 Server」の名称で商品化している。
『パラゴン ソフトウェア、サーバー対応のバックアップツールの最新版『Paragon Drive Backup 15 Server』をリリース』（プレスリリース）CNET Japan、2016年4月12日。2016年4月12日閲覧。
Paragon Backup & Recovery Serverシリーズ
PC向け製品のServer系OSへの対応版。最新版としてBackup & Recovery 16 Serverを販売中。操作性はBackup & Recovery 16 Professionalと共通であり、かつDrive Backup Serverシリーズの実質的な後継。

Paragon Hard Disk Manager Serverシリーズ (Business / Premium)
PC向け製品のServer系OSへの対応版。最新版としてHard Disk Manager 15 BusinessもしくはHard Disk Manager 15 Premiumを販売中。

- OEM専用製品

Drive Backup OEMシリーズ
Paragon Drive Backupシリーズのサブセット。「Paragon Drive Backup」の機能を限定し、ハードウェアやソフトウェア、周辺機器へのバンドルやプリインストールで提供できる形の製品。